# 인천대교 버스 추락 사고
인천대교 버스 추락 사고는 2010년 7월 3일 오후 1시 10분쯤, 인천광역시 중구 운서동 제2경인고속도로에서 인천대교 요금소를 약 300여미터 지난 영종 나들목에서 인천 방면으로 달리던 시외버스가 앞서가던 승용차를 들이받은 후 다리 난간을 뚫고 추락하여 14명이 사망하고 다수가 부상당한  사고이다.

## 사고 개요
사고 버스는 경상북도 포항을 출발하여 인천국제공항으로 가는 일 3회 정기 운행하는 공항버스로, 사고 당일 오전 8시 20분에 포항시외버스터미널에서 출발했고,
중간 경유지인 경주를 들러 총 24명의 이용고객을 태우고 가던 중이었으며 일부는 인천대입구역 인근 투모로우 시티에서 중간하차한 것으로 드러났다. 사고발생 시간으로부터 조금 이전쯤 인천대교 요금소를 막 지난 지점에서 기어변속장치의 작동장애로 아주 낮은 속력으로 달리던 대우 마티즈 승용차의 뒷 부분을 뒤따르던 1톤 화물트럭이 그대로 들이받고 그 상태로 두 차량이 약 15분간 방치된 상황에서, 뒤따라 오던 사고 버스가 이를 피하다가 고장난 승용차의 오른쪽 뒷 부분을 추돌한 뒤 교량 난간을 들이받고 약 10여미터, 수직높이 실측치 약 8.5미터 아래의 하늘도시 제 3공구 작업장 땅으로 뒤집힌 채 추락하였고 사고 버스는 형체를 알아볼 수 없을 정도로 납작해지고 크게 파손되었다.

## 사고 원인
마티즈 승용차의 여성 운전자는 자신의 차량이 문제가 있다는 사실을 알면서도 운행을 강행하였다. 결국 운행중 고속도로에서 차량이 멈췄고  차량 고장 때 취해야 할 긴급 조치를 소홀히 하였다.    마티즈 승용차가 고장난 채 무려 15분 이상 방치되었음에도 불구하고 인천대교 주식회사에서 전혀 알아채지 못했던 사실도 밝혀짐으로서 교량 자체를 형식적으로 관리했던 점이었다. 그 외에도 교량 난간의 강도가 현저하게 떨어져 돌진하는 버스를 막아내는 데엔 역부족인 점도 이번 사고와 큰 관계가 있었고, 사고 지역은 사면이 바다로 둘러싸인 영종도로서 섬 지형의 특성상 안개가 자주 끼는 열악한 기상상태도 원인으로 지목되었다.

## 피해 규모
이 사고로 버스 이용고객 14명이 사망하고 버스 승무원을 포함하여 약 10여명이 중경상을 입었다. 또한, 사고 버스 및 1톤 트럭과 마티즈차량 등 파손되는 재산 피해도 발생하였고, 가드레일이 파손되어 시설물 재산피해도 발생했다.

## 사고 여파
사고 버스에 타고 있던 이용고객 중에는 출장을 위해 공항으로 향하던 포항제철 직원들과 호주 학회에 참석하려던 동국대학교 경주캠퍼스에서 근무하던 대학 교수도 있어 유능한 인재들을 한순간에 불귀의 객으로 만들고 말았다. 사고 버스 운전기사는 결국 현행범으로 체포되었고 사고 현장을 찾은 희생자 유족단들은 가드레일의 강도와 안전성에 문제 제기를 하는 등 큰 소동이 일어났다. 한편 고장을 일으켰던 마티즈 차량은 CVT방식의 동력 전달 장치를 설비하였으며 평소에도 CVT의 동력전달 불량 증상이 잦았던 관계로 한때 중고차 시장에서 인기가 크게 떨어진 적이 있었으며, 이 점이 사고의 주된 원인이었다는 논란에 휩싸이기도 하였다. 또한 이 사고를 교훈으로 하여 고장 차량에 대한 대처요령의 소중함이 알려지게 되었고, 특히 삼각대와 유도 조명봉의 중요성이 대두되었다.
사고 버스 승무원과 마티즈 운전자는 2012년 1월에 실형이 선고되었으며, 사고 운전자들은 항소하였으나 2012년 5월 16일에 모두 기각하였다.

## 같이 보기
- 제2경인고속도로
- 인천대교
- 지안 버스 추락 사고